# Maria Jungwirth

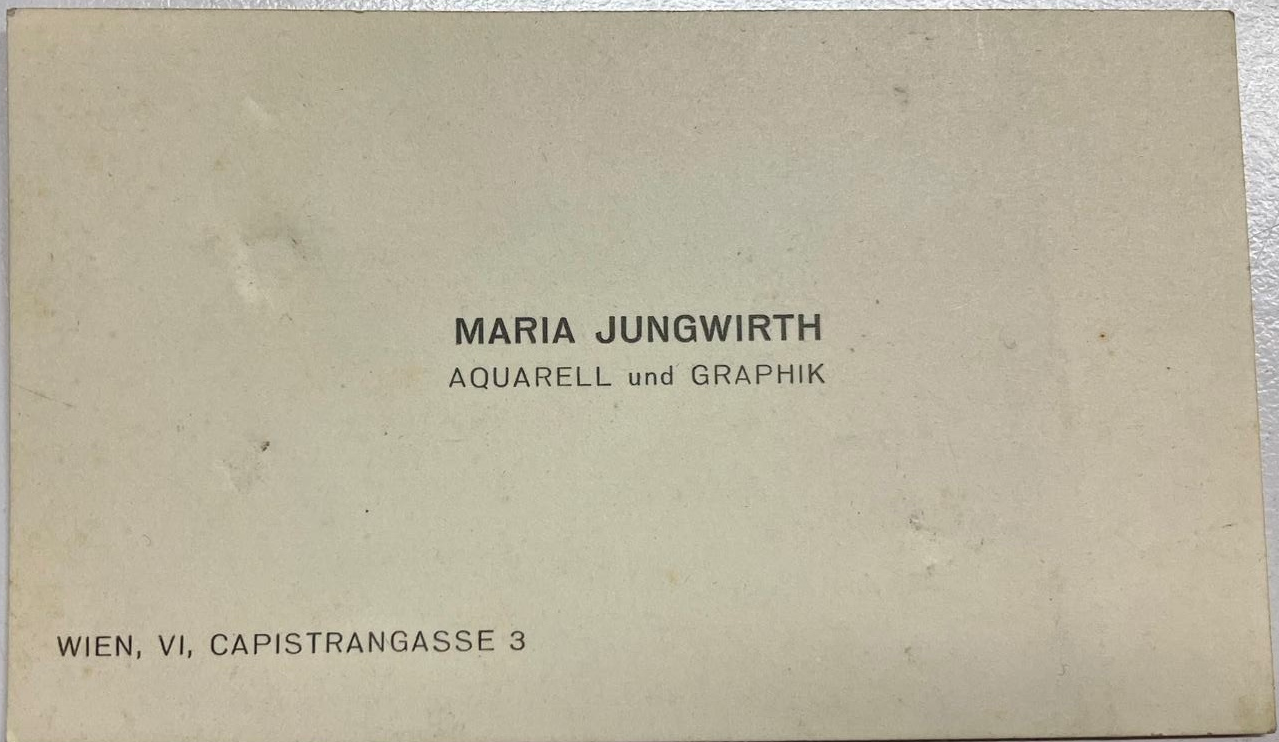
Visitenkarte aus dem Nachlass im Archiv des Belvederes, Wien, Stammdatensatz AKB_VN-4

Maria Jungwirth (geb. 17. August 1894 in Krems an der Donau; gest. 9. Juli 1968 in Feldbach) war eine österreichische Malerin und Kunstgewerblerin.

## Leben und Werk
Maria Jungwirth besuchte erst die private Malschule Robert Scheffer in Wien und zwischen 1914 und 1918 die Wiener Kunstgewerbeschule, wo sie bei Alfred Roller „Gewandzeichnen“ sowie den Emaillekurs bei Adele von Stark belegte. Sie besuchte anschließend die Fachklasse für Architektur von Josef Hoffmann, dem Mitbegründer der Wiener Werkstätte und entwarf um 1917 bestickte Bänder, Textilmuster, Taschen, Wollblumen und Emaillearbeiten für die Wiener Werkstätte. Sie konnte als Gaststudentin an der Graphischen Lehr- und Versuchsanstalt von 1927 bis 1929 als eine von wenigen Frauen bei dem Kupferstecher Alfred Cossmann lernen. Sie spezialisierte sich auf die Technik der Goldradierung (Églomisé), war aber auch Aquarellmalerin und betrieb in Wien ein Atelier für Graphik und Aquarell in der Capistrangasse 3 im 6. Wiener Gemeindebezirk.
Sie nahm an zahlreichen Ausstellungen in Österreich, Deutschland und Italien teil, war Mitglied in mehreren Künstlervereinigungen wie dem Österreichischen Werkbund, der Genossenschaft Bildender Künstler Salzburgs und der Berufsvereinigung der bildenden Künstler Österreichs. Ihre Werke wurden in der zeitgenössischen Presse besprochen.
Bei der Weltausstellung 1937 in Paris wurde sie für ihre Goldradierung Teuffenbach im Murtal mit einer Silbermedaille ausgezeichnet. Maria Jungwirth starb am 9. Juli 1968 in Feldbach.

## Ausstellungen
- 1921 und 1922 Genossenschaft bildender Künstler Steiermarks, Graz
- 1923 Dagobert Peche Gedächtnis-Ausstellung, Wien
- 1925 Secession, Wien
- 1931 Ausstellung christliche Kunst, Padua
- 1934 50 Jahre Wiener Kunstgewerbeverein
- 1939 Künstlerhaus Wien
- 25. Mai – 25. November 1937 Weltausstellung Paris[4]
- 19. Juni 2009 – 19. Juli 2009 Kunst aus Feldbach Teil 1 Kunsthalle, Feldbach[4]
- 16. März 2012 – 13. Mai 2012 déjà vu: imprévu. SAMMLUNGSEINBLICKE, Stadtgalerie, Klagenfurt[4]
- 21. April 2021 – 3. Oktober 2021 Die Frauen der Wiener Werkstätte, Museum für Angewandte Kunst, Wien[4]